# 忍壁皇子
忍壁皇子（おさかべ の みこ）は、天武天皇の皇子。大宝律令の編集には筆頭の編纂者として参与した。文武天皇朝の知太政官事。忍坂部皇子、刑部親王（おさかべしんのう）とも記される。

## 経歴
天武天皇元年（672年）の壬申の乱では父の天武天皇が吉野から東国に赴いた際に付き従った者として、草壁皇子とともに名が挙げられている。
天武朝では天皇の皇子として、以下の政治的活動が見られる。
- 天武天皇3年（674年）石上神宮に派遣され、膏油で神宝の武器を磨く。この日に、石上神宮の神府を皇室の武器庫とするためか、神府に納められている諸家の宝物について、全て各子孫に返すように勅が出されている[2]。
- 天武天皇8年（679年）天智・天武両天皇の諸皇子とともに吉野宮に参集し、先の壬申の乱のような戦渦を起こさないよう誓約した（吉野の盟約）[3]。
- 天武天皇10年（681年）川島皇子、三野王、忌部子首、中臣大島らと共に、「帝紀および上古諸事」の記録校定事業を命ぜられる[4]。

天武天皇14年（685年）冠位四十八階の制定に伴い浄大参に叙せられる。天武天皇15年（686年）7月に南方の落雷が原因で民部省の蔵庸舎屋で火災が発生したが、忍壁皇子の宮殿の失火が延焼したとも言われた。
持統天皇10年（696年）高市皇子が没すと、忍壁皇子は天武天皇の諸皇子の中で最年長となり皇族の代表的存在となる。一方で、持統朝において彼の事績は伝わらないことから、持統天皇に嫌われて不遇をかこっていたところを、藤原不比等の入知恵で甥の文武天皇擁立を支持し、ようやく政界復帰したとする主張がある（黒岩重吾）。
文武朝に入ると、文武天皇4年（700年）6月に藤原不比等らと大宝律令の選定を命じられ、翌大宝元年（701年）8月に完成させた。またこの時に大宝令による位階制の導入により三品に叙せられている。大宝2年（702年）12月に持統上皇が崩御すると、若い文武天皇の補佐を目的に、大宝3年（703年）正月に忍壁親王は知太政官事に就任して太政官の統括者となる。この時点で既に二品の位階にあった異母弟の長親王・舎人親王・穂積親王ではなく、忍壁親王が知太政官事へ任官されたことについて、大宝律令の編纂を主宰するなどの政治面での実績があることや、天武天皇の最年長の皇子であったことから、最有力の皇族として重んぜられていたことが理由と見られる。
慶雲2年（705年）5月7日薨去。最終官位は知太政官事三品。

## 墓地
忍壁皇子を高松塚古墳の被葬者とする説がある。

## 官歴
『六国史』による。
- 天武天皇14年（685年）正月21日：浄大参
- 朱鳥元年（686年）8月13日：加封100戸
- 大宝元年（701年）8月3日：三品
- 大宝3年（703年）正月20日：知太政官事
- 大宝4年（704年）正月11日：加封200戸
- 慶雲2年（705年）4月11日：賜田越前国野100町。5月7日：薨去（知太政官事三品）

## 系譜
- 父：天武天皇[9]
- 母：宍人カジ媛娘（「カジ」は木偏に穀）[10]
  - 同母弟妹：磯城皇子、泊瀬部皇女、託基皇女
- 妃：明日香皇女?
- 生母不詳の子女
  - 男子：山前王[11]（? - 723）
  - 男子：大野王[12]（? - 737）
  - 男子：石田王[12]（? - ?）
  - 女子：小長谷女王[13]（? - 767）

延暦18年（799年）に清滝朝臣姓を与えられ臣籍降下した上野王は忍壁皇子の後裔と想定される。また、仁明朝の承和9年（842年）忍壁皇子の六世孫にあたる保雄王およびその子の長宗王・広宗王・高枝王ら合わせて10人が、承和10年（843年）五世孫にあたる令根王の子女の安継王・清淵王・易野女王、五世孫の永根王の子女の良長王・良雄王・良氏王・瀧子女王の合わせて7人が、清滝真人姓を与えられて臣籍降下している。